# Дусунский язык
Дусунский язык (Dusun: Boros Dusun) — один из австронезийских языков. Распространённый в северной части острова Калимантан, на малайской территории. Один из распространённых языков народов дусун и кадазан.

## Алфавит
Дусун-кадасанский язык для письма использует латинский алфавит с 22 буквами (C, F, Q, и X не используются):
A B D E G H I J K L M N O P R S T U V W Y Z
Эти буквы вместе называются Pimato